# قلعه خرابه شهرنه حصار گرمسار
قلعه خرابه شهرنه حصار گرمسار مربوط به دوران‌های تاریخی پس از اسلام است و در شهرستان گرمسار، روستای نه حصار واقع شده و این اثر در تاریخ ۲۵ خرداد ۱۳۸۱ با شمارهٔ ثبت ۵۸۱۵ به‌عنوان یکی از آثار ملی ایران به ثبت رسیده است.